# Planprodukt
Planproduktet, også betegnet determinanten, er et begreb inden for matematikken, nærmere betegnet vektorregning. Planproduktet er en skalar, der udelukkende er defineret for vektorer i planen, og er lig arealet af det udspændte parallelogram regnet med fortegn. Fortegnet angiver, om parret af vektorer er positivt eller negativt orienteret. Planproduktet noteres undertiden med [ , ] . Formlen for planproduktet mellem to vektorer er angivet nedenfor.
{\displaystyle [{\vec {a}},{\vec {b}}]=\det({\vec {a}},{\vec {b}})=\det {\begin{pmatrix}a_{1}&b_{1}\\a_{2}&b_{2}\end{pmatrix}}=a_{1}b_{2}-a_{2}b_{1}.=\Vert {\vec {a}}\Vert \Vert {\vec {b}}\Vert \sin(\theta )}
— hvor {\displaystyle \theta } er vinklen fra {\displaystyle {\vec {a}}} til {\displaystyle {\vec {b}}}. Planproduktet er således et andet navn for determinanten af 2 vektorer.
Resultatet af planproduktet er et tal (skalar) ligesom prik/skalarproduktet, modsat krydsproduktet, hvor resultatet er en vektor. Planprodukt og prikprodukt er relaterede ved formlerne
{\displaystyle [{\vec {a}},{\vec {b}}]={\hat {a}}\bullet {\vec {b}}}
og
{\displaystyle {\vec {a}}\bullet {\vec {b}}=[{\vec {a}},{\hat {b}}].}
Planprodukt og prikprodukt kan således defineres ud fra hinanden ved hjælp af tværvektor.
Planproduktet er en alternerende bilinearform, idet {\displaystyle [{\vec {a}},{\vec {b}}]=-[{\vec {b}},{\vec {a}}]} for alle vektorer {\displaystyle {\vec {a}}} og {\displaystyle {\vec {b}}}. I 2 dimensioner er enhver alternerende bilinearform er proportional med planproduktet.